# Ludowa Armia Boricua

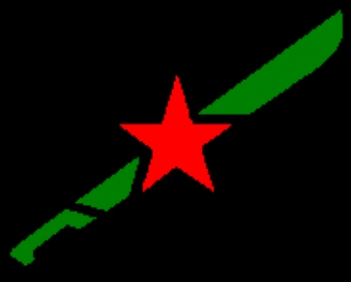
Symbol organizacji

Ludowa Armia Boricua (hiszp. Ejército Popular Boricua, EPB) – zbrojna organizacja nacjonalistyczna z Portoryko.

## Nazwa
Grupa używa też nazwy „Los Macheteros”.

## Historia
Formacja powstała w 1976 roku. Organizacja skupiła się na atakowaniu celów amerykańskich na Portoryko. 
W 2005 roku agenci FBI zabili lidera grupy Filiberto Ojedo Ríosa.

## Najważniejsze ataki przeprowadzone przez grupę
- W grudniu 1979 roku EPB zabiła dwóch pracowników amerykańskiej bazy wojskowej[5].

- W 1981 roku komando EPB wtargnęło do bazy portorykańskiej Air National Guard. Bojownicy zdetonowali tam ładunki wybuchowe, doprowadzając do zniszczenia 11 samolotów. Straty oszacowano na około 45 milionów dolarów[2].

- We wrześniu 1983 roku bojownicy napadli na furgonetkę bankową w West Hartford[6]. Ich łupem padło 7 i pół miliona dolarów[7].

- W październiku 1983 roku EPB ostrzelała rakietami budynki władz amerykańskich[6].

- W styczniu 1984 roku EPB zniszczyła 9 samolotów w bazie Muñiz[6].

## Relacje z innymi grupami nacjonalistycznymi
Sojusznikiem „Los Macheteros” były Siły Zbrojne Wyzwolenia Narodowego (FALN).

## Ideologia
Jest formacją nacjonalistyczną, separatystyczną i marksistowską. Celem grupy jest niezależność Portoryko.